# Ön, Hedesunda
Ön är en ö och ett kulturellt centrum i Hedesunda socken vid Dalälven i Gävle kommun. En by med samma namn omnämns i skrivna källor från år 1356  angående vattenrätt vid Söderfors kvarn, och 1424 om ett jordbyte med Hade vid Dalälven och framåt.

## Geografi
Enköpingsåsen delar sig i två åsar strax söder om Tärnsjö, nämligen Hedesundaåsen och Österfärneboåsen. Åsarna fortsätter sedan mot Valbo socken - Hamrånge socken respektive Österfärnebo - Ockelbo. Ön är en del av den östra av dessa båda åsar.

## Infrastruktur
Mellan 1964 och 2002 trafikerade bilfärjan Elinor Södra Färjsundet för att sedan ersättas av en permanent broförbindelse den 15 juni 2002. 
Även den norra delen av ön Norra Färjsundet har sedan tidigare en broförbindelse mot Hedesunda.  

## Lokala platser
Räknat söderifrån, från Södra Färjsundet finns på Ön: Den kända dansplatsen Ön Hedesunda, Hedesunda Camping med Sandsnäsbadet, Olof F Rudbecks Herrgårdsträdgård från 1700-talets mitt, Missionförbundets sommargård Ögården Hedesunda Hembygdsgård på Åshuvudet, samt Skaparbyn med Hedesundavävarna och konsthantverksutbildningar. Norr om Öns bro vid Norra Färjsundet finns sockenkyrkan i Hedesunda församling. 
På Ön finns ett gravfält från vikingatiden som består av tio fornlämningar som utgöres av sex gravhögar och fyra runda stensättningar.   Gravfältet, som tidigare har varit betydligt större, är idag 80 gånger 60 meter. Gravhögarna begränsas av kantrännor och den största högen är 1,7 meter hög och 15 meter i diameter.